# 59
Cette page concerne l'année 59  du calendrier julien. Pour l'année 59 av. J.-C., voir 59 av. J.-C. Pour le nombre 59, voir 59 (nombre).
L'année 59 est une année commune qui commence un lundi.

## Événements
- Après le 19 mars : Agrippine la Jeune est assassinée à l'instigation de son fils Néron alors qu'elle intriguait contre lui[1].
- Thrasea quitte le Sénat sans voter juste avant la lecture de la lettre de l'empereur qui justifiait le meurtre d'Agrippine la Jeune[1].
- 30 avril : éclipse solaire mentionnée par Pline[1],[2].
- Été, campagne d'Arménie : Corbulon prend Tigranocerte [3].
- Ishmael ben Phabi II devient grand-prêtre de Jérusalem (v.58-59)[4].
- Participation de gladiatrices, femmes de l'aristocratie au munus funèbre d'Agrippine[5].

## Décès en 59
- Agrippine la Jeune.
- Domitia Lépida, tante de Néron, peut-être empoisonnée par les médecins du dernier[1].
- Servilius Nonianus, historien latin, consul sous Tibère.